# Panzerzug Ioann Kalita
Der Panzerzug Ioann Kalita (russisch: Бронепоезд Иоанн Калита, Bronepojesd Ioann Kalita) war ein Panzerzug der Weißen Armee aus der Zeit des Russischen Bürgerkrieges.

## Geschichte
Der Panzerzug Ioann Kalita wurde im Februar 1919 in Jekaterinodar aufgestellt und im März 1919 in Dienst genommen. Der Panzerzug bekam seinen Namen zu Ehren des Moskauer Fürsten Iwan Danilowitsch Kalita. Die Schreibweise Ioann lässt sich auf die historische Schreibweise des Iwan zurückführen. Zusammen mit dem Panzerzug General Kornilow und Panzerzug Ofizer, gehörte er zur 2. Panzerzugdivision.

## Technische Daten

### Artilleriewagen
Der Panzerzug Ioann Kalita verfügte über drei Artilleriewagen mit je einem Geschütz. Ein Wagen besaß eine 10,7-cm-Kanone, ein weiterer eine 12,7-cm-Kanone und der dritte war mit einer 15,2-cm-Haubitze ausgerüstet.
Im September 1920 kamen zwei weitere, erbeutete Artilleriewagen hinzu. Diese waren mit je einer 7,62-cm-Kanone ausgerüstet.

## Einsatz

### 1. Panzerzug
Im Frühjahr 1919 wurde der Panzerzug Ioann Kalita bei den Kämpfen in der Region Kamennougolnom im Donbass eingesetzt. Im Juni erfolgt die Verlegung nach Zarizyn, um den dortigen Angriff zu unterstützen. Anfang Juli 1919 wurde der Panzerzug nach Charkow verlegt und operierte auf der Eisenbahnstrecke zwischen Charkow und Poltawa sowie Charkow und Losowaja. Dabei unterstützte er mit Artillerie den Angriff auf die Stadt Poltawa. Im Anschluss wurde das Einsatzgebiet auf die Strecke zwischen Charkow und Woroschba verlegt.
Ab August 1919 unterstützte der Panzerzug Ioann Kalita die Offensive des 1. Armeekorps entlang der Eisenbahnstrecke zwischen Charkow und Moskau. Er kam nördlich von Belgorod zum Einsatz und unterstützte, zusammen mit dem Panzerzug Ofitser, den Angriff und die Eroberung von Kursk. Wenig später unterstützte der Panzerzug den Angriff auf Orjol. Von Oktober 1919 bis Januar 1920 zog er sich nach und nach mit der Weißen Armee nach Noworossijsk zurück, da eine großangelegte Offensive der Roten Armee stattfand.
Am 5. September 1920 wurde der Panzerzug mit zwei erbeuteten Artilleriewagen aufgewertet und dem Kommandeur der Donarmee unterstellt. Im weiteren Verlauf nahm der Panzerzug, zusammen mit dem Panzerzug Soldat, an den kommenden Offensiven teil. Dabei kam es zu schweren Gefechten mit bolschewistischen Panzerzügen. Bis zum 11. September erreichte der Panzerzug Ioann Kalita den Bahnhof von Wolnowacha. Mitte September rückte die Donarmee weiter vor und der Panzerzug unterstütze den Angriff auf den Eisenbahnknotenpunkt Oleniwka.
Nachdem starke bolschewistische Truppen am 22. September die Bahnhöfe Rosiwka und Zare-Konstantinowka angriffen, mussten sich die Truppen der Donarmee 130 Kilometer nach Westen zurückziehen. Auf dem Rückzug zerstörte der Panzerzug Brücken, Wasserpumpen und Streckenabschnitte. Am 27. September kam es bei Belmanka zu einem schweren Kampf. Zur Unterstützung eilte der Panzerzug Dmitri Donskoi herbei. Nach dem erfolgreichen Ausgang des Gefechts, konnte die Donarmee keinen weiteren erfolgreichen Vorstoß nach Osten mehr unternehmen. Somit zog sich der Panzerzug von Zare-Konstantinowka nach Tokmak zurück.
Am 17. Oktober erreichte der Panzerzug Rykowe und stand dort mit dem Panzerzug Wolk, dem Panzerzug Dmitri Donskoi und dem Panzerzug Jedinaja Rossija. Im weiteren Verlauf rückten die Panzerzüge ab nach Nowooleksijiwka. Am 20. Oktober eröffneten bolschewistische Truppen das Feuer auf den Bahnhof. Aufgrund der Gefahr, die Panzerzüge zu verlieren, befahl der Stabschef der Division Kornilow und sich bis nach Salkowskoi zurückzuziehen. In der Nacht zum 29. Oktober 1920 passierte er Panzerzug Ioann Kalita den Bahnhof von Dschankoj auf der Halbinsel Krim und fuhr weiter nach Kertsch. Tort traf er am 1. November ein und deckte den weiteren Rückzug der Brigade von General Fizchelaurow.
Durch die Evakuierung der Truppen der Weißen Armee wurde der Panzerzug Ioann Kalita in Kertsch zurückgelassen und die Waffen durch Beschädigungen oder Entfernung wichtiger Teile unbrauchbar gemacht. Die Besatzung bestieg ein Schiff und wurde in Sicherheit gebracht.

### 2. Panzerzug
Im März 1920 wurde auf der Krim ein neuer Panzerzug mit dem Namen Ioann Kalita aufgestellt. Die Bewaffnung stammte von der 2. Batterie der 1. schweren Marine-Artilleriedivision. Mit der Evakuierung von Kertsch am 1. November 1920 wurde der Panzerzug aufgegeben und zurückgelassen.

## Zugpersonal
- Zugkommandant Oberst A. A. Zelenetsky (7. April 1919 – Oktober 1919)
- Zugkommandant Oberst V. Z. Kuntsevich (Oktober 1919 – März 1920)
- Zugkommandant Hauptmann V. I. Norenberg (März – November 1920)